# Amédée Imbert
Amédée Imbert, né le 15 mai 1926 à Privas (France) et mort le 12 mars 2014 à Chomérac, est un homme politique français, qui fut maire du Privas de 1979 à 2001 et député de l'Ardèche de 1993 à 1997.

## Biographie

### Origines et débuts professionnels
Amédée Imbert naît le 15 mai 1926 à Privas rue de la République. Il est le fils d'Amédée Imbert qui exerçait la profession d'employé de banque et de son épouse Julie Silvin, commerçante. Après des études au lycée de Privas, il épouse Odette Veyrent le 5 août 1948 et ils auront trois enfants. Imbert se lance dans une carrière d'assureur et il ouvrira son agence dans sa ville natale.

### Au service de Privas (1965-1979)
La carrière politique d'Amédée Imbert commence le 14 mars 1965, quand il entre au conseil municipal de Privas dans l'équipe du nouveau maire Pierre-Marie Chaix. Imbert s'impose vite comme l'homme de confiance de Chaix et cela lui vaudra une place d'adjoint en mars 1971. Devenu maire-adjoint de Privas, Amédée Imbert est nommé membre de droit du conseil régional de Rhône-Alpes le 14 janvier 1974 où il en deviendra vice-président dans la majorité de Paul Ribeyre puis le 20 mars 1977, Pierre-Marie Chaix en fait son premier adjoint et héritier présomptif. Le 6 février 1979, il est réélu vice-président de la Région aux côtés du président Ribeyre mais le 25 mars suivant, Chaix est battu lors des cantonales par le socialiste Jean-Pierre Viale et le maire de Privas sera même minoritaire dans sa propre commune. Après plusieurs jours de réflexion, Pierre-Marie Chaix démissionne et Amédée Imbert sera élu maire de la cité privadoise par le conseil municipal le 19 avril 1979.

### L’apogée (1979-1995)
À la tête de la ville-préfecture de l'Ardèche, il lance une politique de grand travaux comme l'Espace Ouvèze, le boulodrome Félix-Bergeroux, Syndicat des eaux du Bassin de Privas, la Zone du Lac, le gymnase, le jumelage... Au début des années 1980, Imbert s'affirme comme l'un des principaux responsables de l'UDF ardéchois, candidat à sa réélection en mars 1983, sa liste l'emporte au premier tour avec 59,21 % contre 30,02 pour le conseiller général Viale et enfin 10,77 pour la liste PCF de Raymond Cassagne. Grâce à son implantation locale, Amédée Imbert reprend le canton de Privas le 10 mars 1985 au premier tour avec 51,35 % et ce succès fait de lui le candidat naturel de la droite et du centre pour les législatives de mars 1986 face au député sortant Robert Chapuis. Lors des législatives de 86, il laisse la place à Jean-François Michel mais il sera tête de liste UDF pour les régionales en Rhône-Alpes où sa liste en Ardèche frôle les 23 % avec deux élus, il sera aussi chargé de la présidence du comité de soutien dans son département de Raymond Barre pour la présidentielle de mai 1988, mais le candidat Barre sera battu au premier tour et il refusera toute candidature pour les législatives de juin 1988. Imbert est réélu pour un troisième mandat le 12 mars 1989, avec 60,55 % de nouveau contre Jean-Pierre Viale, la même année, il est investi par l'UDF pour les sénatoriales mais il est battu au premier tour en obtenant 224 voix face à Henri Torre et son désistement au second tour en faveur de Bernard Hugo permettra à la droite de conserver les deux sièges ardéchois au Sénat.
Dans les années 1990, Amédée Imbert est au sommet de sa carrière publique, maire, conseiller général, vice-président de Région ou encore vice-président du conseil général avec en prime une facile réélection lors des cantonales de 1992 où il bat le premier secrétaire PS de la section de Privas Guy Ramos. En 1993, il se lance dans la course pour les législatives de mars avec le soutien de l'UPF (regroupement RPR-UDF) face à l'ancien ministre Robert Chapuis, mais Imbert doit faire face à la candidature dissidente de Christian Lavis (maire et conseiller général de Viviers) où malgré cela, il arrive largement en tête du premier tour avec 35,09 % des voix contre 21,55 pour Chapuis. Bénéficiant du soutien de toute la droite, Amédée Imbert est élu député de la première circonscription de l'Ardèche le dimanche 28 mars 1993 avec 54,57 % contre 45,43 % pour Robert Chapuis.

### Une fin de carrière difficile (1995-2001)
Il soutient la candidature d'Édouard Balladur à la présidentielle de 1995 comme président de son comité de soutien et le 11 juin suivant, Imbert obtient un quatrième mandat de maire dans la cité privadoise avec un score supérieur à l'élection de 89, 61,06 % contre 38,94 pour la liste de Raymond Tignol. En 1996, le journal L’Événement du dimanche lui annonce un duel difficile voire perdu pour les législatives de 1998. Le 21 avril 1997, c'est la dissolution, Amédée Imbert est de nouveau candidat mais comme en 93, il doit faire face à des dissidences dans son propre camp alors qu'en face il affronte un jeune loup du PS Pascal Terrasse. Au premier tour, il est nettement devancé par le candidat socialiste en obtenant 23,44 % soit près de huit points de retard sur Terrasse qui sera élu député avec 59,23 % alors que pour la première fois de carrière, Imbert est lourdement sanctionné dans son canton ainsi qu'à Privas. Pas candidat aux cantonales de mars 1998, qui verra son canton re-basculer à gauche avec Yves Chastan, ainsi il se retire peu à peu de la scène politique et Amédée Imbert quitte la mairie de Privas en mars 2001 où il est remplacé par Michel Valla.

## Mandats
- 14 mars 1965 - 21 mars 1971 : Conseiller municipal de Privas
- 21 mars 1971 - 20 mars 1977 : 3e adjoint au maire de Privas
- 14 janvier 1974 - 16 mars 1986 : Conseiller régional et vice-président de Rhône-Alpes
- 20 mars 1977 - 19 avril 1979 : 1er adjoint au maire de Privas
- 19 avril 1979 - 18 mars 2001 : Maire de Privas
- 10 mars 1985 - 22 mars 1998 : Conseiller général du canton de Privas
- 16 mars 1986 - 2 avril 1993 : Conseiller régional et vice-président de Rhône-Alpes
- 2 avril 1993 - 21 avril 1997 : Député de la Première circonscription de l'Ardèche